# Muggiò
Muggiò – miejscowość i gmina we Włoszech, w regionie Lombardia, w prowincji Monza i Brianza.
Według danych na rok 2004 gminę zamieszkiwały 20 482 osoby, 4096,4 os./km².